# クリスティー・ストリート連絡線

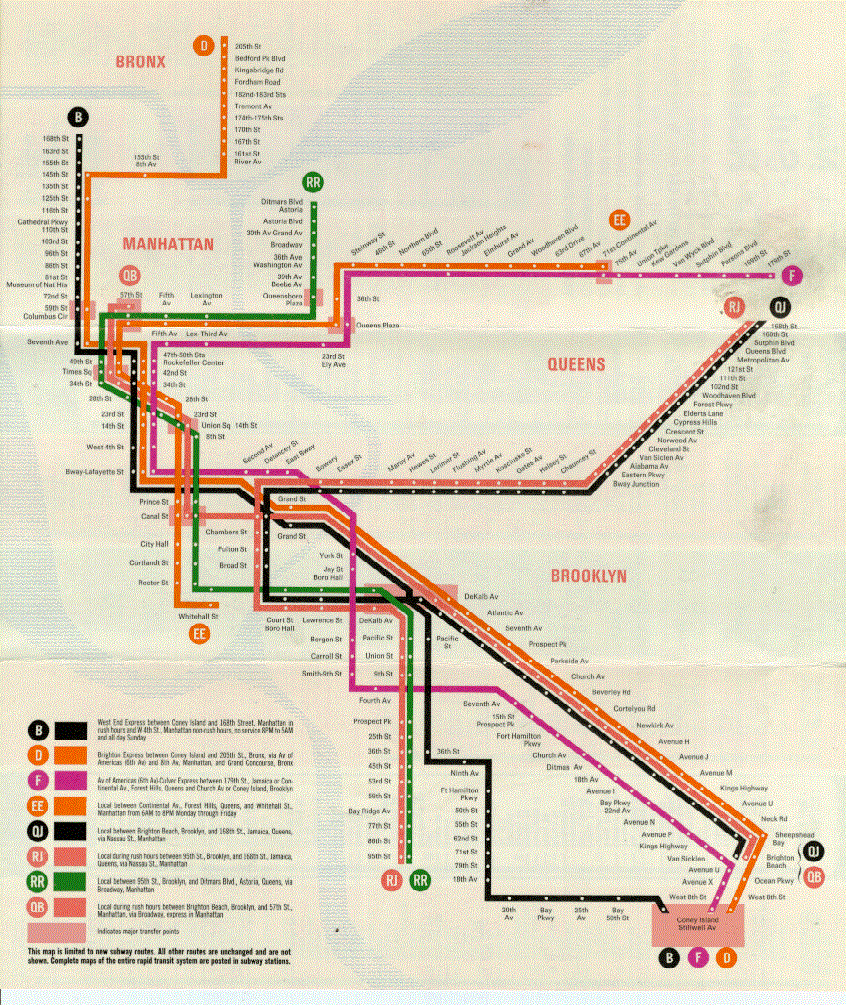
クリスティー・ストリート連絡線と周辺の路線図

クリスティー・ストリート連絡線（クリスティー・ストリートれんらくせん、英: Chrystie Street Connection）はマンハッタンのロウアー・イースト・サイドにあるクリスティ・ストリートの下を走るニューヨーク市地下鉄の路線である。
路線はBMTとINDの数少ない連絡線の一つであり、Bディビジョンを構成している路線の一つである。IND6番街線からウィリアムズバーグ橋経由でBMTジャマイカ線と、マンハッタン橋経由でBMTブライトン線を結んでいる。
路線建設プロジェクトの中にはグランド・ストリート駅とIND6番街線の57丁目駅の建設も含まれていた。グランド・ストリート駅は当路線内の駅であるが57丁目駅は当路線と直接の接続はしていない。
この路線はIND2番街線建設計画の一部として計画されており、そのうちの完成した区間の一つである。

## 路線概要

### マンハッタン橋接続

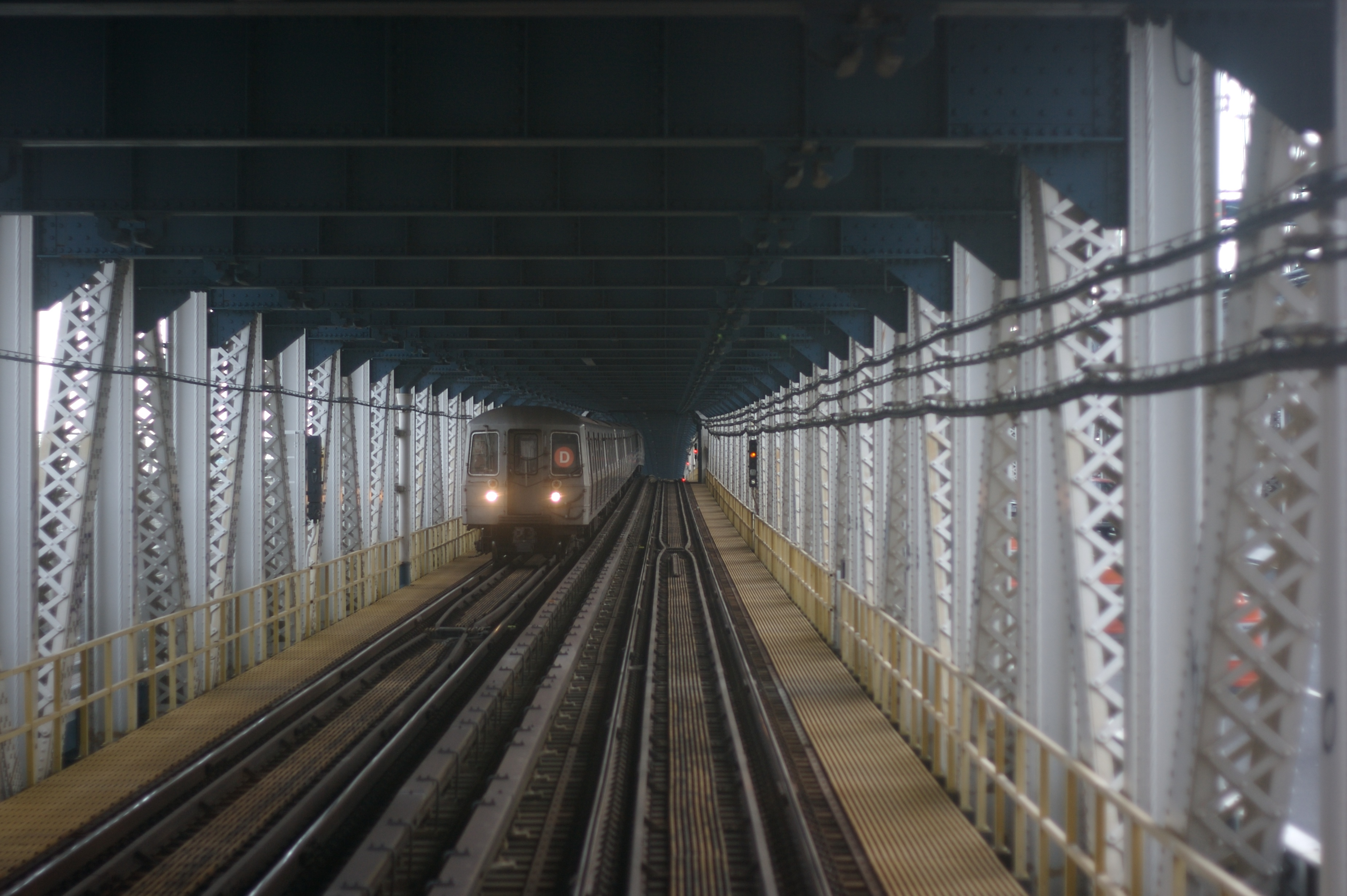
マンハッタン橋北側でD系統の列車からブルックリン側を望む

この路線をマンハッタン橋へ向けて走る複線はブロードウェイ-ラファイエット・ストリート駅の東側でIND6番街線の急行線から分岐して始まる。この線路は当路線唯一の駅であるグランド・ストリート駅を通り、その先でマンハッタン橋の北側の複線へ接続している。IND6番街線急行線は、かつてはそのまま東へ伸びて2番街駅の東側で終わっており、そこからブルックリンやその先まで、実現しなかったIND第2路線網の一環として建設される計画があった。これらの線路は今も存在しているが、2番街駅の西側で緩行線に接続されている。
マンハッタン橋北側の複線は、かつてはBMTブロードウェイ線の列車を通していた。マンハッタン橋南側の複線は1967年以前にはBMTナッソー・ストリート線につながっており、チェンバーズ・ストリート駅経由でナッソ・ストリート・ループの列車を走らせていたが、今はブロードウェイ線に接続されるようになった。ナッソー・ストリート線とマンハッタン橋を接続していた線路は、チェンバーズ・ストリート北側で切断されており、ナッソー・ストリート線の車両の留置に使われている。
マンハッタン橋への当路線の接続によりBMT及びINDの主要な4ルートの統合が可能となった。INDのBB系統がBMTウエスト・エンド線のT系統と接続されてB系統となり、INDのD系統がBMTブライトン線のQ系統に接続されてD系統となった。しかし、1986年から2004年の間のマンハッタン橋再建の一環として、2004年からB系統とD系統のブルックリン側での経路と終点が入れ替えられた。

### ウィリアムズバーグ橋接続

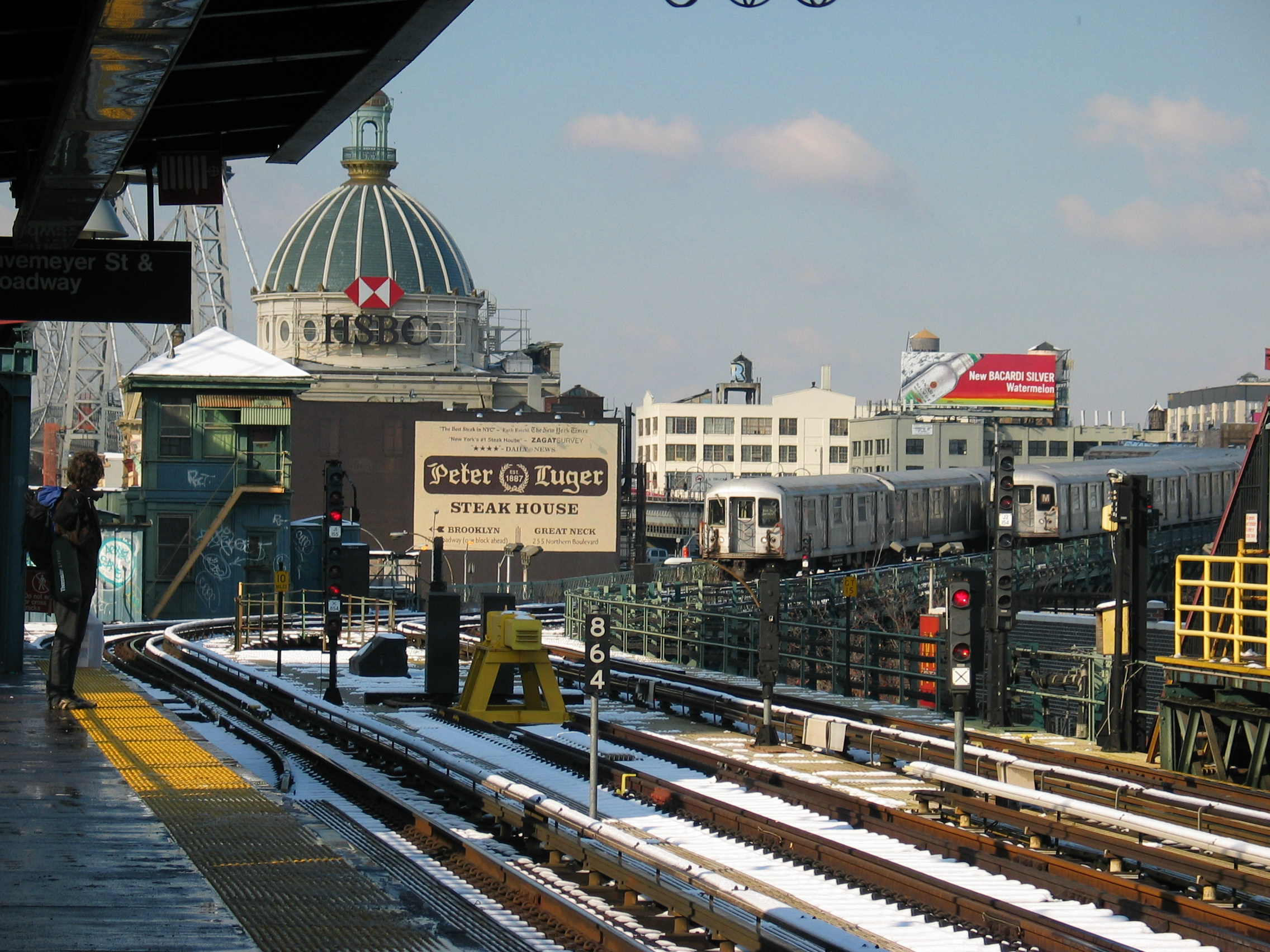
マーシー・アベニュー駅から上下列車とウィリアムズバーグ橋を望む

ウィリアムズバーグ橋に接続する複線は、ブロードウェイ-ラファイエット・ストリート駅東側でIND6番街線緩行線から分岐し、デランシー・ストリート-エセックス・ストリート駅西側でBMTナッソー・ストリート線に入る。こちらはグランド・ストリート駅を経由しないため線内に停車駅は無い。この線路の目的は北部・東部のブルックリンと南部・東部のクイーンズから走行してきた列車をナッソー・ストリート沿いに南下するのではなくIND6番街線を経由してマンハッタンのミッドタウンへと入るのを可能にする事である。この路線を使用したKK系統（後にK系統と改名）は乗客が少なく、1968年7月1日から1976年8月29日までだけ運行されて、ニューヨーク市の財政危機に際してサービスの継続的な削減の一環として、運行が打ち切られた。
この連絡線はV系統をIND6番街線経由に置き換えた後、クイーンズのフォレスト・ヒルズ-71番街駅発着に変更したM系統のために再開された。それ以前はBMTの東側路線との間の車両のやり取りに使われたが、2010年6月27日の予算削減に伴いルート変更を余儀なくされたM系統が当路線経由になるまで定期列車の運行は行われていなかった。
 

## 建設
IND2番街線からBMTナッソー・ストリート線・ウィリアムズバーグ橋・マンハッタン橋への接続を含んだ当路線によく似た計画が1944年 - 1948年の交通委員会の資本プログラムの下、2番街地下鉄（後のIND2番街線）の一部として提案された。グランド・ストリート駅、クリスティ・ストリート駅もこの計画に含まれている。この計画によりグロンド・ストリートよりナッソー・ストリート線を通り南のチェンバーズやブロード・ストリートへ向かい、モンタギュー・ストリート・トンネルを経由し新しいイースト川を越えるルートを作る事ができた。1954年にこの計画は交通機関による資金要求改善資金の172,000,000ドルでの要請の一部として認められ着工へ向けての準備が進められた。
1957年11月25日、ロバート・ファーディナンド・ワーグナー・ジュニアおよび交通委員会職員などが出席した式典が行われた。このプロジェクトは34丁目-ヘラルド・スクエア駅 - 西4丁目-ワシントン・スクエア駅間のIND6番街線急行線の建設と、マンハッタン橋向かい側のディカルブ・アベニュー駅の連動装置の再構築と併せての建設となった。このプロジェクトは3年後の1960年に完成予定とされた。1962年、57丁目駅への6番街線の延伸が発表されたが、その建設中クリスティー・ストリートは7ブロックに渡る全区間が通行止めとなった 。
この延伸計画には100,000,000ドルの費用が掛かると見込まれ、ブルックリンとマンハッタンの間で1時間に52,000人の輸送能力を増強すると予測が立てられた。1965年1月、クリスティー・ストリート・トンネルの照明や電力、信号機器などの設置が完了した。また、1966年にグランド・ストリート駅が開業、1967年に計画全体が完成予定とされた。
1967年11月26日、マンハッタン橋とグランド・ストリート駅が完成、プロジェクト開始よりほぼ10年後の完成となり、1968年7月1日にウィリアムズバーグ橋への接続と57丁目駅が完成した。
この路線は、1940年にニューヨーク市内の全ての主要路線を市有に統一した後、BMTとINDの最初の実際の統合であった。これに先立った両社間の最も早い直通運転は1955年のINDクイーンズ・ブールバード線とBMTブロードウェイ線を60丁目トンネル連絡線で接続して、INDクイーンズ・ブールバード線のクイーンズ・プラザ駅とBMTブロードウェイ線のレキシントン・アベニュー/59丁目駅間で行われた直通運転である。この際BMT側の列車はBMTの乗務員と設備を使用して、INDの線路を線路使用権により運行した。

## サービス変更
連絡線の開通とともに、2か所の大きな運行系統の変更があった。マンハッタン橋への連絡が開通した1967年11月26日日曜日に最初の系統変更が実施された。さらにウィリアムズバーグ橋への連絡が開通した1968年7月1日月曜日に2番目の運行変更があった。これに加えて1967年の開通に向けて、ニューヨーク地下鉄のすべての系統がアルファベットもしくは数字と色で示された系統表示が導入された。

### 当初のサービス変更

#### マンハッタン橋接続開始後のサービス変更

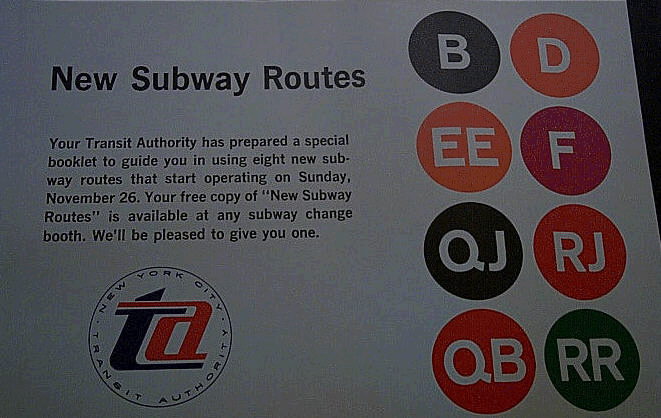
地下鉄新系統

1967年11月26日のマンハッタン橋連絡線は、西4丁目-ワシントン・スクエア駅 - 34丁目-ヘラルド・スクエア駅との間のIND6番街線の急行線開通と並行して開通。以下の経路変更が行われ、約20万人の乗客に影響を与えた。
- IND8番街線168丁目駅 - 34丁目-ヘラルド・スクエア駅間をラッシュ時のみ走行していたBB系統はB系統に統一。IND6番街線急行線、クリスティ・ストリート連絡線、BMT4番街線、BMTウェスト・エンド線経由になり終点をコニー・アイランド-スティルウェル・アベニュー駅に変更。後半部分は元々走っていたT系統およびTT系統を置き換え、BMT4番街からコニー・アイランド-スティルウェル・アベニュー駅までのTT系統ウェスト・エンドシャトルのみを毎日深夜と日曜終日運行した。B系統は土曜日のみ早朝 - 午前にかけても運行が開始されたが西4丁目-ワシントン・スクエア駅以南のみの物でそれより北側の駅ではラッシュ時のみの運行に留まった。
- Q系統（BMTブライトン線急行線経由）はIND6番街線緩行線経由に変更されたD系統（ラッシュ時の急行は急行線経由）に吸収。BMTブライトン線、クリスティ・ストリート連絡線経由でコニー・アイランド-スティルウェル・アベニュー駅へ向かう（朝ラッシュから夕方までブルックリン地区で急行線を経由）。以前のQ系統はブルックリン地区で緩行線を走行し（朝ラッシュおよび夕方を除く）、マンハッタンのBMTブロードウェイ線の57丁目-7番街駅を終点としていた。1967年以前のQ系統は平日のみ深夜まで運行していた。D系統はIND6番街線とINDカルバー線経由でコニー・アイランドへ向かっていたがF系統（下記参照）に統一されることとなった。
- EE系統は平日ラッシュ時、午前中および夕方にINDクイーンズ・バード線のフォレスト・ヒルズ-71番街駅からBMTブロードウェイ線のホワイトホール・ストリート駅間の各駅停車として60丁目トンネル連絡線とマンハッタンのBMTブロードウェイ線を経由して運行された。また、この系統と同じ時刻に60丁目トンネル連絡線を通過していたRR系統を置き換え別の時間に57丁目-7番街駅へ戻り、RR系統は終日アストリア-ディトマース・ブールバード駅行きに経路変更された。
- QT系統（モンタギュー・ストリート・トンネル経由）とQB系統（マンハッタン橋経由）はBMTブライトン線経由でアストリア-ディトマース・ブールバード駅へ向かっていた。QT系統は一部がQJ系統（BMTジャマイカ線経由）に置き換えられQB系統はラッシュ時のみの運行のため57丁目-7番街駅止まりとなった。
- QJ系統はQT系統の経路変更をしたもので、J系統ジャマイカエクスプレスの経路に合流しトンネルを経由してマンハッタンへと入りBMTジャマイカ線を進み168丁目駅を終点としていた。列車運行時間帯は朝ラッシュから夕方で、ブルックリン西部では終日急行運転を行い、ブルックリン東部では朝ラッシュのみ千鳥停車を行う。
- F系統はブロードウェイ-ラファイエット・ストリート駅（朝ラッシュから夕方）・34丁目-ヘラルド・スクエア駅（その他時間帯） - コニー・アイランド-スティルウェル・アベニュー駅間の運行となった。以前この区間はD系統での運行となっていた。また、ラッシュ時のみフォレスト・ヒルズ-71番街駅以東を運行。この系統は中央クイーンズからの列車がブルックリン南部とコニーアイランドへ向かう最初の系統であった。
- RJ系統（BMTジャマイカ線経由）はBMTナッソー・ストリート線の旧RR系統の経由に追加されBMTジャマイカ線に入り168丁目駅へと向かうラッシュ時のみの系統であった。

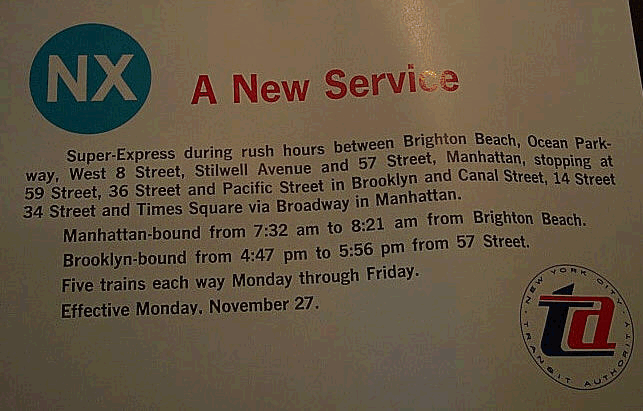
NX系統についてのお知らせ

- NX系統はブライトン・ビーチ駅からコニー・アイランド-スティルウェル・アベニュー駅を通りBMTシー・ビーチ線急行線とBMT4番街線からマンハッタンの57丁目-7番街駅に至る系統として追加された。
- IRTイースタン・パークウェイ線のアトランティック・アベニュー-バークレイズ・センター駅からBMTブライトン線のアトランティック・アベニュー-バークレイズ・センター駅間の無料輸送が確立された。これら2駅はロングアイランド鉄道の駅とそれぞれ隣接していたが当時運賃計算は別駅扱いで行われていたためこのルートの確立は利便性の向上に役立った。

 
これらの変更後、1967年11月28日にグランド・ストリート駅を経由するD系統を運行していた運転士が誤ってキャナル・ストリート駅へ進行、忙しいラッシュ時間帯の最中に約800名の乗客を降車させる措置を取り少しの混乱を起こした。また、グランド・ストリート駅の開業に対する乗客の反応も様々で、とある一人の乗客は開業した際に建設指揮官を抱擁し、また別の乗客はブルックリンで遅い緩行線列車に乗車する必要があり不便だと訴えた。

#### ウィリアムズバーグ橋接続開始後のサービス変更
この変更はIND6番街線57丁目-6番街駅の開業およびウィリアムズバーグ橋への接続と同時に1968年7月1日に行われた。
- KK系統はIND6番街線の57丁目駅とジャマイカ地区の168丁目駅を結ぶ系統として運行を開始、ラッシュ時のみの運行でブロードウェイ・ジャンクション駅以東のBMTジャマイカ線でQJ系統と千鳥停車を行った後マンハッタンへ緩行線経由で入る。ブルックリン地区では廃止されたJJ系統の代わりにKK系統（ラッシュ時）とQJ系統（その他時間帯）が走行している。以下の千鳥停車は当初朝ラッシュのみの物であったが後に夕方ラッシュにまで延長される事となった。
  - KK系統：168丁目駅 - サットフィン・ブールバード駅（英語版） - 121丁目駅 - 111丁目駅 - ウッドヘイブン・ブールバード駅 - 85丁目-フォレスト・パークウェイ駅 - 75丁目-エルダーツ・レーン駅 - クレセント・ストリート駅 - クリーヴランド・ストリート駅 - イースタン・パークウェイ駅 - 至ブロードウェイ・ジャンクション駅
  - QJ系統：168丁目駅 - 160丁目駅（英語版） - サットフィン・ブルバード駅 - クイーンズ・ブルバード駅（英語版） - メトロポリタン・アベニュー駅（英語版） - 104丁目駅- 75丁目-エルダーツ・レーン駅 - サイプレス・ヒルズ駅 - ノーウッド・アベニュー駅 - ヴァン・シックレン・アベニュー駅 - アラバマ・アベニュー駅 - イースタン・パークウェイ駅 - 至ブロードウェイ・ジャンクション駅
- B系統はIND6番街線緩行線を通り西4丁目-ワシントン・スクエア駅から57丁目駅までラッシュ時以外に運行された。ラッシュ時の列車はIND6番街線急行線もしくはIND8番街線緩行線を経由しワシントン・ハイツ-168丁目駅へのルートを運行した。また、B系統の運行開始に伴い夕方と深夜および日曜終日にBMTウェスト・エンド線を運行したTTシャトルが廃止された。
- D系統はIND6番街線急行線を通り14丁目/6番街駅と23丁目駅間をバイパスしている。以前はラッシュ時のみの運行となっており、現在はB系統およびKK系統に引き継がれた。
- M系統（ラッシュ時のみ）はJJ系統（KK系統として）のルート変更により余剰となった線路容量を使用しBMTナッソー・ストリート線チェンバーズ・ストリート駅からブロード・ストリート駅へ延長された。
- 平日午前5時から午後10時までIND6番街線42丁目-ブライアント・パーク/5番街駅からIRTフラッシング線42丁目-ブライアント・パーク/5番街駅間の無料輸送が追加。駅間を結ぶ連絡通路は後に建設され1972年に開通した。

1968年8月18日、以下の通りサービスの調整が行われた。
- D系統は朝ラッシュから夕方にかけてBMTブライトン線急行線を運行していたがブライトン・ビーチ駅止まりとなり、代わりにQB系統（ラッシュ時ピーク方面）とQJ系統（朝ラッシュから夕方）がブライトン・ビーチ駅からコニー・アイランド-スティルウェル・アベニュー駅へ延長運転された。
- F系統はINDカルバー線急行線経由でチャーチ・アベニュー駅以北を運行した。また、ラッシュ時のピーク方向の列車の一部がキングス・ハイウェイ駅止まりとなり、残りは同駅以北で急行運転を行った。また、F系統普通列車に代わってラッシュ時にGG系統がチャーチ・アベニュー駅へ延長されたが1976年1月18日にスミス・ストリート-9丁目駅止まりへと戻った[9][23]。

### その後のサービス変更

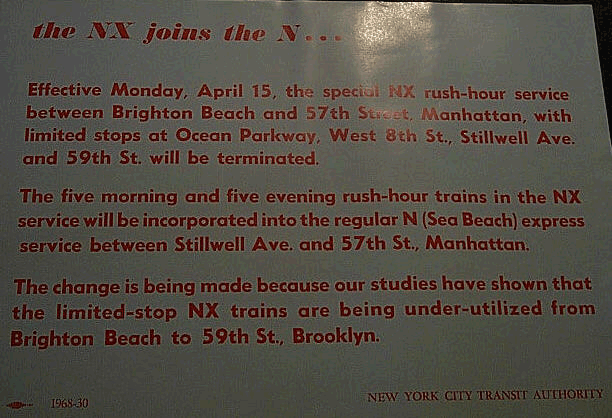
NX系統のN系統統合のお知らせ

これらの新しい系統は様々のルートの通勤者の苦情に対応し次々と改善されていった。NX系統およびRJ系統のような新しい系統はすぐに廃止され（それぞれ1968年4月12日と1968年6月28日）、KK系統（K系統に改名された後）は1976年にウィリアムズバーグ橋接続を介した列車の運行を終了する節約策として廃止された。また、マンハッタン橋の1986年 - 1988年、1995年、2001年 - 2004年の再建の際には当路線のグランド・ストリート駅からマンハッタン橋側を列車が通過する事が出来なくなり、グランド・ストリート駅をブロードウェイ-ラファイエット・ストリート駅方面からのグランド・ストリート・シャトルのターミナルとする措置を取った事もあった。なお、マンハッタン橋は2004年に完全に再開されグランド・ストリート駅での折り返しも解消された。

### 現在のサービス
2010年6月28日より、当路線は再び全区間が営業運転に使用されることとなった。マンハッタン橋接続はB系統およびD系統によって引き続き使用され、ウィリアムズバーグ橋接続は以前BMTナッソー・ストリート線でマンハッタンに入っていたM系統により使用されている。M系統は2010年6月に費用削減の一環としてクリスティー・ストリート連絡線 - IND6番街線経由に経路変更し、旧V系統と同じ経路のブロードウェイ-ラファイエット・ストリート駅北側へ向かう。なお、これと同時にV系統は廃止された。
 

## 2番街地下鉄接続計画
この路線はハウストン・ストリートを越え北に向かい、2番街へ向かう計画であり、この連絡線は長期計画された2番街地下鉄の最初の部分であった。この接続は2番街地下鉄建設初期の努力のいくつかの痕跡の一つであり、接続建設前の痕跡としては路線のためのトンネルが2番街駅からバワリーに掛けて短い物が完成していた。しかし不況による資金の減少に伴い放棄されてしまった。
連絡線は1960 - 1970年代に建設された2番街地下鉄の6区間のうちの2区間であり、他の4区間がBMT63丁目線、スパニッシュ・ハーレム2番街にある未使用の2区間（そのうち1区間は2017年に開業した63番街線に接続されていた）、孔子プラザ地下にある1区間である。この路線はグランド・ストリートでの2番街線と6番街の直通を安易にした。また、現在の計画では当路線の4段階目の建設では既存の6番街線の真下に敷設される事となっている。

## 駅一覧
| 凡例                | 凡例         |
| ------------------- | ------------ |
| Stops all times     | 終日停車     |
| Stops weekdays only | 平日のみ停車 |
| 時間帯詳細          |              |

| バリアフリー・アクセス                                            | 駅名                   | プラットホーム | 系統 | 開業日         | 備考                                    |
| ----------------------------------------------------------------- | ---------------------- | -------------- | ---- | -------------- | --------------------------------------- |
|                                                                   |                        |                |      |                |                                         |
| ウィリアムズバーグ橋連絡線： IND6番街線緩行線から分岐             |                        |                |      |                |                                         |
|                                                                   | 停車駅無し             | 緩行線         | M    | 1968年7月1日   | 1976年から2010年まで 旅客列車の通過無し |
| BMTナッソー・ストリート線に接続しその後ウィリアムズバーグ橋に接続 |                        |                |      |                |                                         |
|                                                                   |                        |                |      |                |                                         |
| マンハッタン橋連絡線： IND6番街線急行線から分岐                   |                        |                |      |                |                                         |
|                                                                   | グランド・ストリート駅 | 急行線         | B D  | 1967年11月26日 |                                         |
| マンハッタン橋北側へ接続                                          |                        |                |      |                |                                         |